# Ризом
Ризом (лат. rhizomа) је тип подземног стабла код вишегодишњих зељастих биљака, које може бити хоризонтално или косо положено у односу на површину тла. Са доње стране ризома полазе коренови. Ризоми могу бити дебели, танки, сочни или дрвенасти. Гранају се моноподијално, а чешће симподијално. Служе за преживљавање као резервоари хране за надземни изданак за идућу вегетациону периоду или за вегетативно размножавање.
У ризомима одређених врста биљака (ђумбир, куркума, ђурђевак, иђирот) настају и сакупљају се секундарни метаболити одговорни за лековита својства или отровност тих биљака.